# Boelwerf

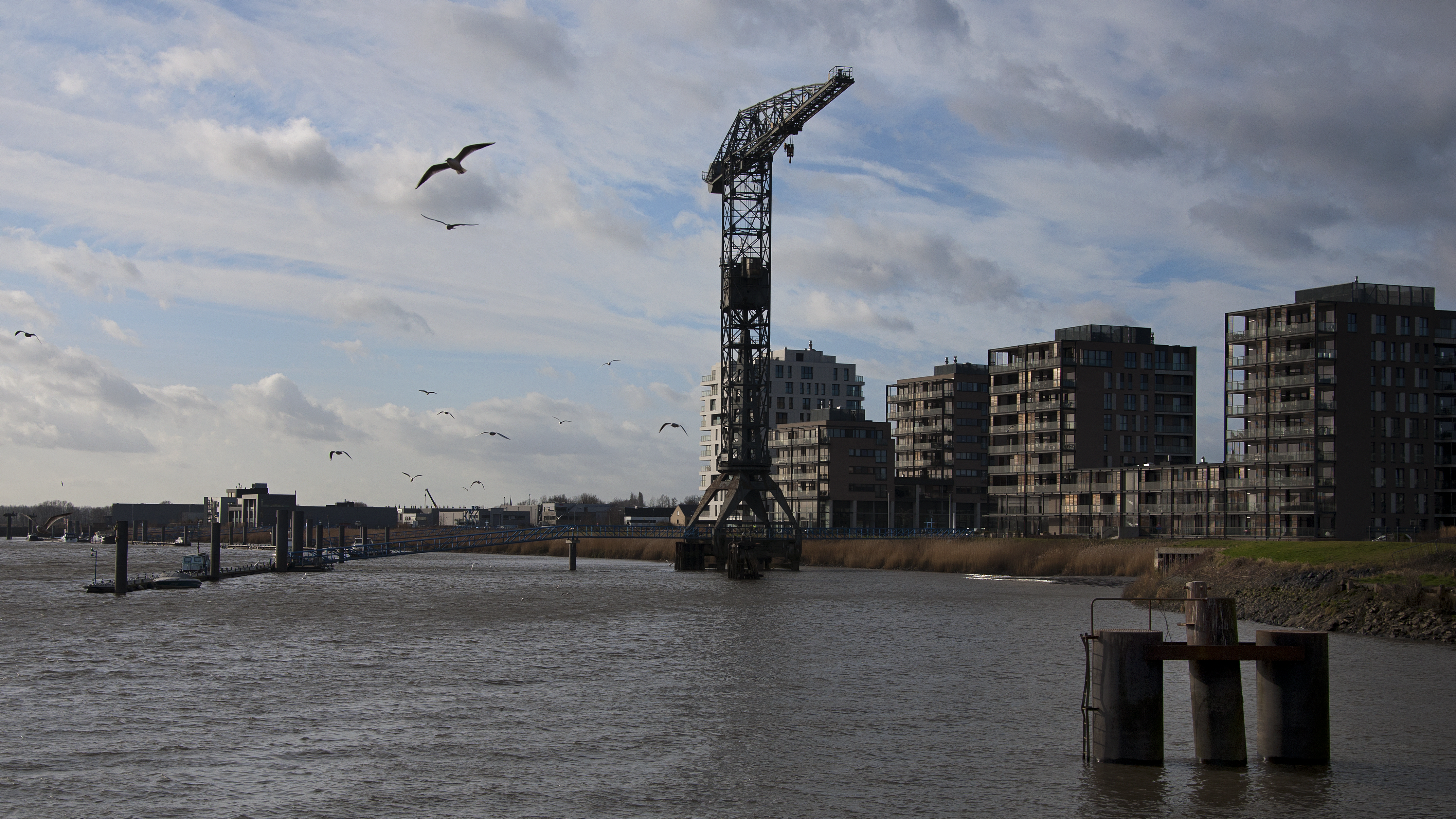
Een kraan van de voormalige Boelwerf

Boelwerf, aanvankelijk Jos. Boel & Zonen, was tussen 1829 en 1994 een grote Belgische scheepswerf in Temse aan de Schelde.

## Geschiedenis
De Boelwerf werd in 1829 opgericht door Bernard Boel (1798-1872), oorspronkelijk timmerman op de scheepswerven in Antwerpen-Zuid. Hij werd later opgevolgd door zijn zoon Jozeph Boel. De eerste vijftig jaar bouwde de werf houten schepen op een terrein dat ze huurden van het polderbestuur en werkten er slechts enkele werknemers. Het bedrijf bouwde gemiddeld één schip per jaar, voornamelijk tjalken. In 1896 werd het eerste stalen binnenschip De vijf gebroeders gemaakt. Vanaf 1900 begon het aantal schepen dat gebouwd werd langzaam te stijgen en daardoor ook het aantal werknemers. Ook verwierven ze de terreinen van de werf. In 1911 bouwden ze het grootste binnenschip tot dan toe, de Graaf De Smet de Naeyer. Jozef Boel overleed in 1914 en werd opgevolgd door zijn zoon Frans Boel, die samen met zijn broer Cesar het bedrijf verder uitbouwde. In 1924 telde het bedrijf al 300 werknemers.
De grootste bloei van Jos Boel & Zonen ontstond na de Tweede Wereldoorlog toen het bedrijf internationaal doorbrak. Bij de viering van het 150-jarig bestaan in 1979 telde de Zaat 3000 werknemers. Een aanzienlijk deel van hen waren uiteraard Temsenaren. De privéonderneming groeide uit tot een middelgrote scheepswerf met wereldfaam. Het jubileum viel samen met de bouw van een LPG-tanker van 57.000 m³ met een zeer symbolisch bouwnummer: op de kop af 1500: de Petrogas II, die later onder de naam Hariette N onder de vlag van Singapore zou varen.
In dezelfde periode groeide ook de syndicale afvaardiging uit tot een inspirerend voorbeeld voor het strijdsyndicalisme in België. De boegbeelden van deze syndicale delegatie, Jan Cap (ACV), Karel Heirbout (ACV) en José De Staelen (ABVV), kregen nationale bekendheid.
Na een reeks afsplitsingen op 19 december 1980 van holdingmaatschappijen en scheepsfirma's, zoals Almabo en Exmar, bleef de eigenlijke werf over onder de naam Boelwerf. Na het faillissement in 1982 van de Cockerill Yards, een werf in Hoboken aan de overkant van de Schelde, nam Boelwerf ook de werf van Cockerill over. De onderneming groeide daardoor nog tot 3500 werknemers op twee grote werven.

## Einde
Door de internationale crisis in de scheepsbouwsector raakte deze onderneming halverwege de jaren tachtig in de problemen en werd zij op 28 oktober 1992 failliet verklaard. De curator, Christian Van Buggenhout, legde een klacht neer wegens fraude, een klacht die hij later weer introk. De werf was al die tijd overeind gehouden door de overheid, die grote bedragen aan goedkope en kunstmatige scheepkredieten toegestaan had aan de scheepseigenaren. Deze kredieten zijn later voor een groot deel kwijtgescholden of verloren gegaan. Het gerechtelijk onderzoek, dat in 1992 startte, sleepte jarenlang aan. Een onderzoekscommissie van het Vlaams Parlement in 2000 heeft daar weinig aan veranderd. Uiteindelijk oordeelde het hof van beroep in Gent in juni 2010 dat alles verjaard was, op een kleinigheid na. De fiscus probeerde zijn vordering nog te redden met een cassatieberoep.
Na stakingen en een bezetting werd het bedrijf in 1993 weer opgestart, dit keer met deelname van de Vlaamse overheidsholding Gimvindus en onder de naam Boelwerf Vlaanderen. Deze werkte de laatste (zeven) bestellingen af, waarna zij op 30 november 1994 ook failliet ging. De curator, Jozef Dauwe, had opnieuw veel moeite om alles ordentelijk op te ruimen. De bestuurders van Boelwerf Vlaanderen werden op 12 oktober 2004 veroordeeld voor fraude met Europese opleidingssubsidies.

## Nieuwe terreinfunctie
Anno 2017 worden de bijna 87 hectare grote terreinen van de Boelwerf ingericht tot KMO-zone en een woonwijk genaamd 'De Zaat'. Voor de woonzone zijn zo'n 200 eengezinswoningen en ca. 750 appartementen voorzien.

## Gebouwde schepen
- A960 Godetia (1966)
- Prins Philippe (1973)
- E.R. Limburgia (1974)
- F910 Wielingen (1976)
- F912 Wandelaar (1978)
- Methania (1978)
- A962 Belgica (1984)
- Prins Filip (1992)

## Trivia
De Boelwerf speelt een belangrijke rol in het Suske en Wiske-album Tazuur en Tazijn. Vanaf hier vertrekken de vrienden met de "Steur", een door Professor Barabas uitgevonden duikboot om het mysterie van de poorten Tazuur en Tazijn op te lossen.